# Reriutaba
Reriutaba é um município brasileiro do estado do Ceará. Localizado na Mesorregião do Noroeste Cearense.  
Com a aprovação da Lei Complementar Estadual n° 168/2016 o município passou a integrar a Região Metropolitana de Sobral.

## História
O nome Reriutaba é em alusão aos índios Reriús, antigos habitantes da região.
Segundo a lenda popular e sustentado em poucos registros, a história de Reriutaba começa quando os índios reriús decidem se estabelecer na região. Os reriús eram nômades do grupo tapuia e provavelmente habitavam a região que vai desde as margens do rio Acaraú até a Chapada da Ibiapaba. Acredita se que sua extinção se deve aos conflitos com os índios tabajaras. Reriús significa "beber água em concha" e taba "moradia indígena. O município se encontra em uma depressão.
Sua história política inicia em 1923 quando o coronel José Teodoro Soares, avô do professor José Teodoro Soares, é nomeado primeiro prefeito, sendo desmembrada do município de Guaraciaba do Norte e adotando o nome de Santa Cruz.
No dia 25 de setembro de 1923 com a posse de Teodoro Soares, como seu primeiro prefeito. 
O decreto de 193, de 20 de maio de 1931, suprimiu a autonomia de Santa Cruz, que foi definitivamente restaurada no dia 3 de maio de 1935, conforme o decreto de nº 1.540.
A vila de Santa Cruz foi elevada categoria de cidade pelo decreto de lei de nº 448, de 20 de dezembro de 1938. A denomina atual de Reriutaba, que os índios que primitivamente habitaram do Alto do Acara, foi oficializada pelo decreto de nº 1.114, de 30 de dezembro de 1943.
A paróquia local de Reriutaba foi criada em 1936, sob a proteção de Nossa Senhora do Perpétuo Socorro. A cisão mais recente se dá quando o distrito de Varjota separa se politicamente em 1984.

## Geografia

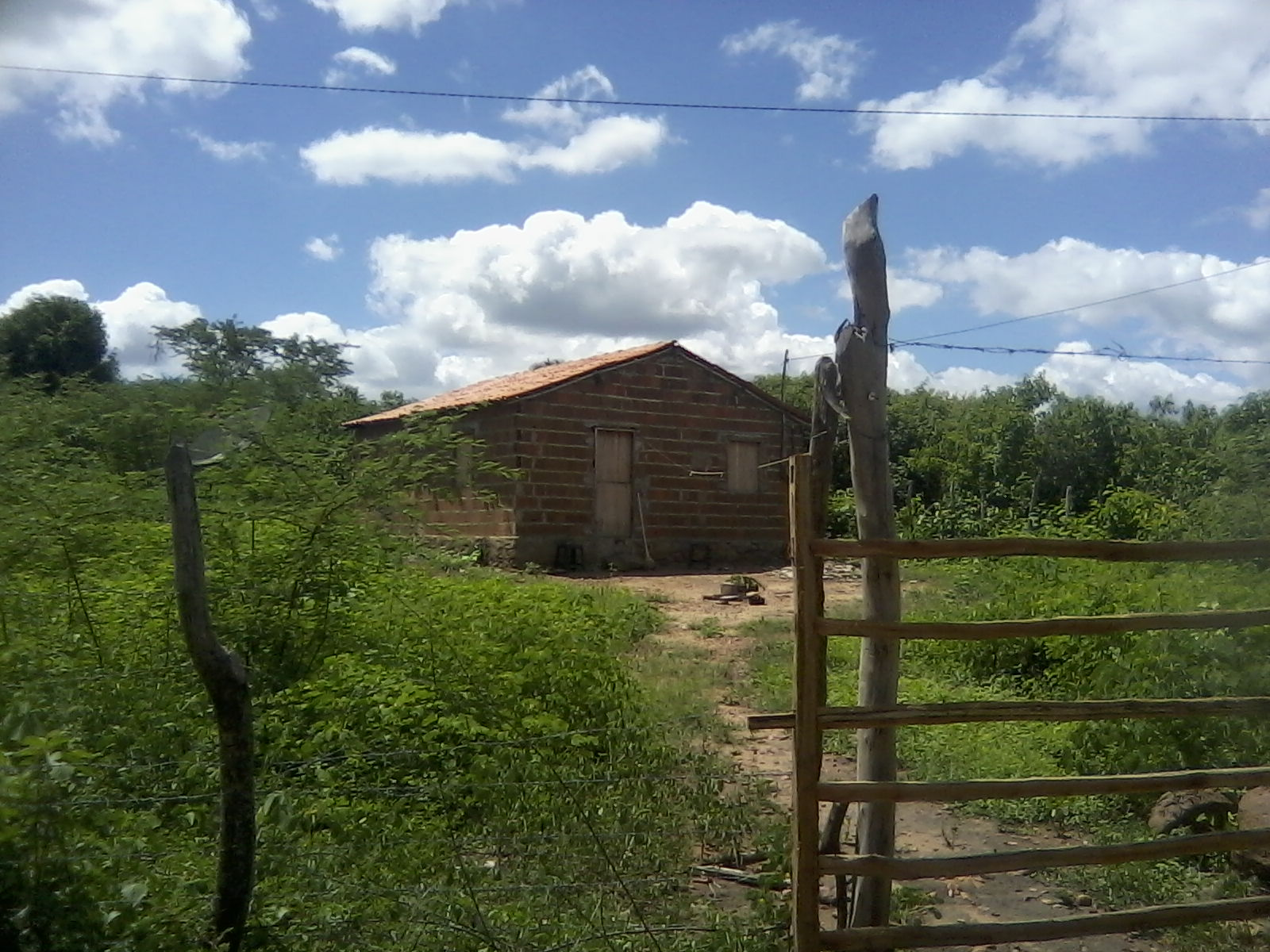
Casa na área rural de Reriutaba.

Localiza-se na microrregião de Ipu, mesorregião do Noroeste Cearense. Com uma extensão territorial de 366 km², sua população foi estimada em 18 491 habitantes, conforme dados do IBGE de 2019.
Um dos acessos para Reriutaba a partir de Fortaleza é pela BR-020 até o município de Canindé, seguir pela CE-257 até o município de Santa Quitéria e de lá seguir pela CE-366 até Reriutaba passando pelo município de Varjota. Este trajeto tem a extensão de aproximadamente 300 km e tempo aproximado de 3h.
O município possui um clima tropical com estação seca (Classificação climática de Köppen-Geiger: Aw).

## Geologia

### Recursos minerais
Ocorrem três ambientes hospedeiros de ouro de baixo teor associados à bacia hidrográfica do Rio Acaraú.

## Política
Ex-gestores municipais
- José Teodoro Soares (1923 a 1927)
- Tiago Martins Memória (1927 a 1928)
- João Taumaturgo Filho (1929 a 1930)
- Raimundo Rodrigues Martins (1930)
- Raimundo Capistrano de Castro (1934 a 1936 e 1950 a 1954)
- Alfredo Silvano Gomes(1937)
- Agrípio Teodoro Soares (1937 a 1945)
- Luis Taumaturgo Furtado (1946 a 1950)
- Vicente Pinto de Mesquita (1955 a 1958 e 1962 a 1964)
- José Edimilson Aguiar (1959 a 1962)
- Edson Bezerra Gomes (1964 a 1967)
- João Ivan do Vale Rêgo (1967 a 1971 e 1986 a 1988)
- Luiz Farias Castro (1971 a 1973 e 1977 a 1983)
- José Silveira de Sá (1973 a 1976)
- Ivo Façanha de Sá (1984 a 1985)
- João Macêdo Ximenes (1985 a 1986)
- José Aguiar Filho (1989 a 1992)
- Jesuíno Farias Ximenes (1993 a 1996)
- Carlos Roberto Aguiar (1997 a 2004)
- Osvaldo Honório Lemos Junior (2005 a 2012)
- Galeno Taumaturgo Lopes (2013 a 2016)
- Osvaldo Honório Lemos Neto (2017 a 2020)
- Pedro Humberto Coelho Marques (2021 a 2028)

## Cultura
Entre os principais eventos culturais e religiosos de Reriutaba, citam-se:
- Festejos de Nossa Senhora do Perpétuo Socorro, padroeira de Reriutaba (5 a 15 de agosto)
- Festejos de São Sebastião, padroeiro do distrito de Campo Lindo (janeiro)
- Festejos de São José, padroeiro do distrito de Amanaiara (março)
- Festa do Dia do Município (25 de setembro)
- ReriuFolia, carnaval de rua
- Arrastapé Carnaúba, festival de quadrilhas (Junho/Julho), Sede.